# Foul (snooker)
En foul (på svenska: felstöt) inom snooker är när en spelare gör en stöt som på något sätt strider mot reglerna. Spelaren får då inte fortsätta spela, utan turen går över till motståndaren. Spelaren som gjorde felstöten får dessutom straffpoäng, som krediteras motståndaren.
De vanligaste anledningarna till foul är:
- Att spelaren inte träffar någon annan boll med köbollen
- Att spelaren först träffar en boll som inte är objektboll
- Att en boll som inte är objektboll går i något av hålen
- Att köbollen förlöper
- Att spelaren nuddar någon annan boll än köbollen med kön
- Att en boll landar utanför bordet
- Att spelaren nuddar en boll med något annat än köspetsen
- Att spelaren "föser" köbollen, så att kön, köbollen och objektbollen är i kontakt samtidigt
- Att köbollen hoppar över en annan boll innan den träffar objektbollen
- Att spelaren inte har minst en fot i golvet vid stöten

Antalet straffpoäng som krediteras motståndaren är minst fyra och högst sju; det vanligaste är att det delas ut fyra straffpoäng, men om spelaren felaktigt träffar eller sänker en högre värderad boll, så bestämmer bollens poängvärde straffpoängen. Likaså om spelaren missar en nominerad objektboll som är värd mer än fyra poäng.
När en spelare har gjort en foulstöt, kan motståndaren välja mellan att spela från det nya läget, eller att låta den andra spelaren spela från det nya läget. (Om köbollen förlöpt, så får motståndaren spela från egen vald plats i halvcirkeln på bordet.)
Om en spelare inte lyckas träffa sin objektboll, kan domaren döma foul & miss (vilket domaren så gott som alltid gör inom proffssnooker). Då har motståndaren rätt att begära återplacering av samtliga bollar spelade under den senaste stöten, och att spelaren som gjorde foulstöten får spela igen. Denna regel tas bort om spelaren som gjorde foulstöten ligger under med så många poäng att spelaren behöver snookers för att komma ifatt.
Efter en foul kan det också dömas fri boll.